# Benešov nad Ploučnicí
Benešov nad Ploučnicí (německy Bensen) je město v okrese Děčín v Ústeckém kraji. Leží na řece Ploučnice asi sedm kilometrů jihovýchodně od Děčína. Žije v něm přibližně 3 500 obyvatel. Historické jádro města s renesančním zámeckým komplexem je městskou památkovou zónou.

## Geografická poloha

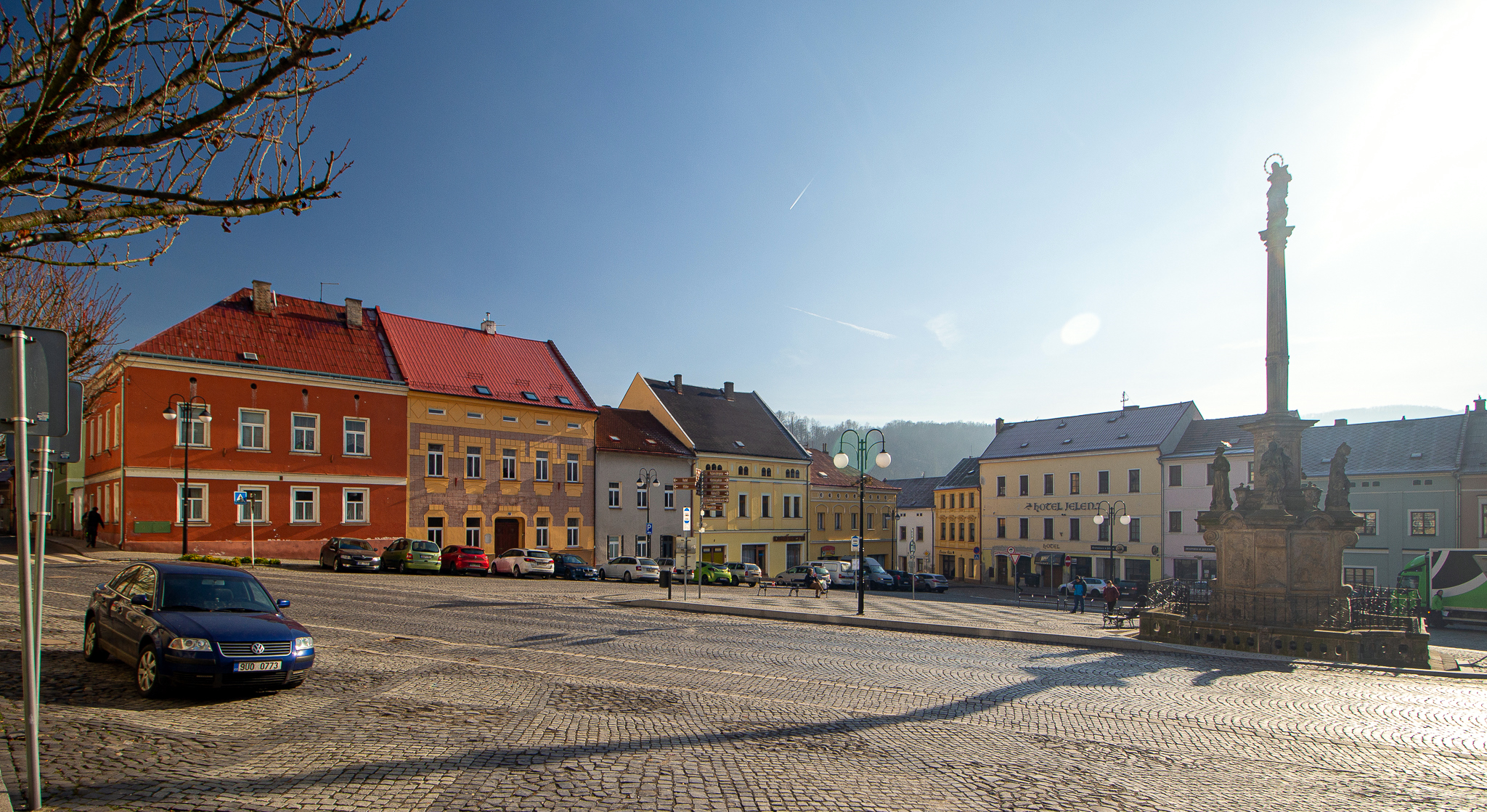
Náměstí Míru se sloupem Nejsvětější Trojice

Město se nachází v severních Čechách na mírném návrší na levém břehu údolí říčky Ploučnice. Sousedními obcemi sídla jsou Dobrná, Heřmanov, Malá Veleň, Františkov nad Ploučnicí a Dolní Habartice.
V údolí proti proudu Ploučnice jihovýchodním směrem od města je obec Františkov nad Ploučnicí se zříceninou hradu Ostrý. Jižně od města u Valkeřic se nachází hora Kohout (589 metrů), na kterou se lze dostat z Terezínského údolí po turistické stezce.

## Název
Benešov nad Ploučnicí je poprvé zmíněn jako Benessau roku 1311, kdy zdejší panství v letech 1304–1322 drželi páni z Michalovic jako součást nedalekého hradu Ostrý (Schaferstein). Název zřejmě odkazuje k jednomu ze členů rodu, Beneše Věrného z Michalovic († 1322). Název města se v průběhu staletí měnil. V Topografii Království českého Josefa Františka Schallera z roku 1878 má Benešov několik různých názvů: český Benessow a německý tvar Bensen, Pensen, Panzen, Bensdorf ad.
Německý název města Bensen byl používán jako úřední do doby před odsunem zdejšího německého obyvatelstva.

## Historie
Místo pravděpodobně vzniklo kolem roku 1230 na obchodní stezce z Prahy vedoucí údolím Labe do Lužice na soutoku potoka Bystrá s Ploučnicí. První písemná zmínka o obci pochází z roku 1311 nebo snad již 1283. Zdejší farní kostel Narození Panny Marie se objevuje v listinách z let 1384, 1409 a 1416. V roce 1392 získal Benešov nad Ploučnicí městská práva. V roce 1426 velkou část města zničili husité a vyvraždili polovinu obyvatelstva.

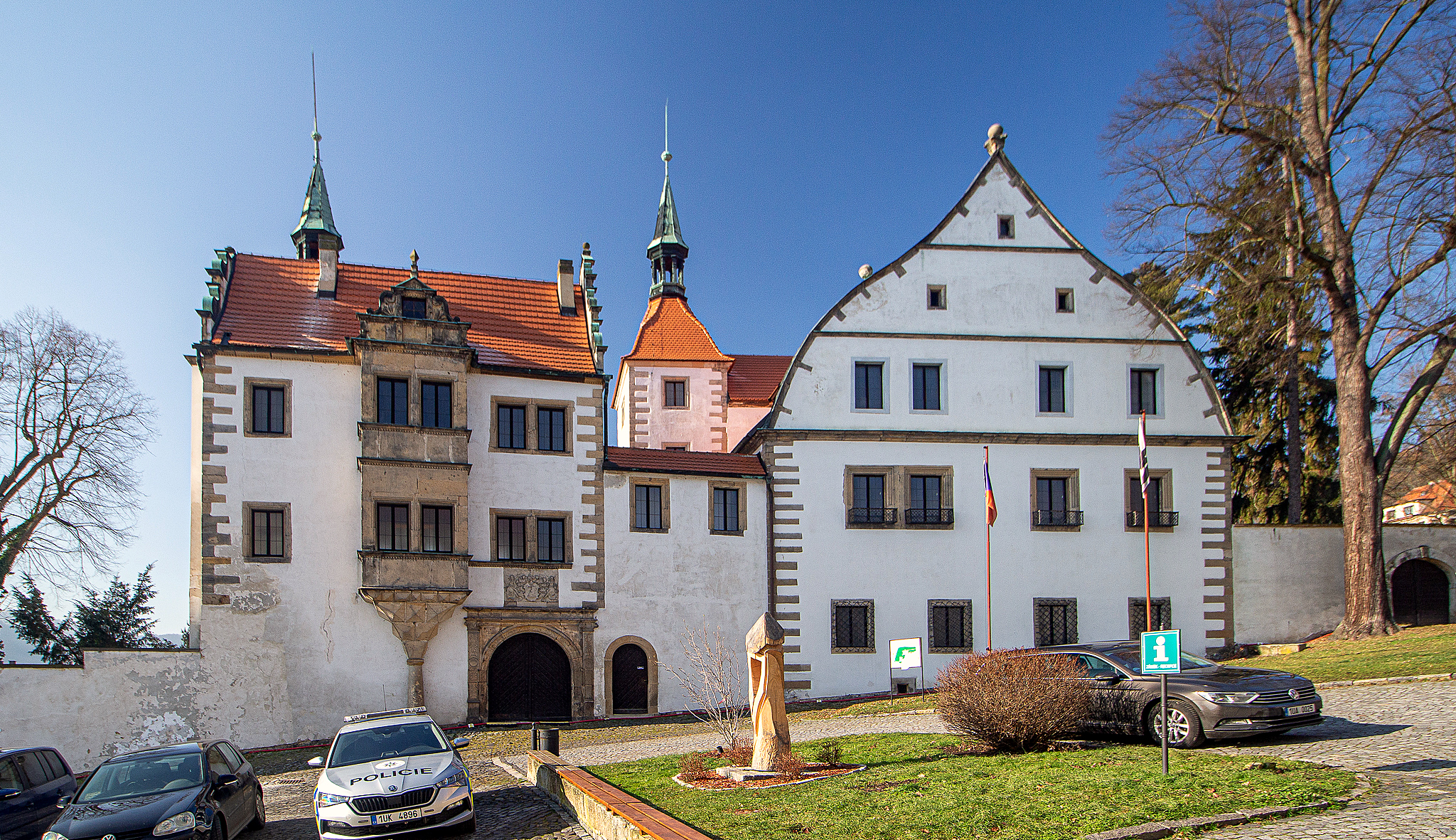
Dolní zámek

Od dosavadních majitelů rodu Trčků z Lípy, konkrétně Mikuláše III., přešlo vlastnictví města v roce 1515 na rod Salhausenů z Míšeňska, což pro město znamenalo začátek rozkvětu a ekonomického rozvoje. Noví páni nechali mimo jiné postavit dva zámky: Horní zámek v letech 1522–1524 a Dolní zámek v letech 1540–1544. Oba jsou považovány za zvláště cenné památky ve stylu saské renesance.
Od roku 1562 patřilo město částečně k Benešovskému a Bynoveckému panství. V roce 1631 benešovskou část získala hrabata z Thun-Hohensteinu a bynoveckou část získal v roce 1634 císařský generál Jan z Aldringenu. K dalšímu dělení panství došlo v roce 1654 mezi Aldringenovy dědice, takže Benešov patřil čtyřem různým majitelům.
V letech 1820–1830 byla ve zdejším kraji rozšířena silniční síť, což zvýšilo význam Benešova coby obchodního uzlu a podpořilo rozvoj textilního průmyslu po roce 1828. V roce 1869 bylo město napojeno na železniční trať díky České severní dráze a následně se dále rozvinulo ve významnou průmyslovou lokalitu.
Po první světové válce bylo město připojeno k nově vytvořenému Československu. V důsledku Mnichovské dohody patřil Benešov nad Ploučnicí v letech 1938–1945 do okresu Tetschen-Bodenbach, vládního okresu Aussig/Ústí nad Labem, v Sudetské župě Německé říše. Až do roku 1945 bylo město osídleno převážně Němci, po skončení druhé světové války však bylo německy hovořící obyvatelstvo vyvlastněno a vysídleno.

## Obyvatelstvo
| Rok            | 1869  | 1880  | 1890  | 1900  | 1910  | 1921  | 1930  | 1950  | 1961  | 1970  | 1980  | 1991  | 2001  | 2011  | 2021  |
| -------------- | ----- | ----- | ----- | ----- | ----- | ----- | ----- | ----- | ----- | ----- | ----- | ----- | ----- | ----- | ----- |
| Počet obyvatel | 2 379 | 2 597 | 3 486 | 3 957 | 4 166 | 3 877 | 4 531 | 3 286 | 3 570 | 3 630 | 4 758 | 4 233 | 4 062 | 3 785 | 3 540 |
| Počet domů     | 360   | 347   | 397   | 446   | 471   | 481   | 578   | 627   | 549   | 545   | 584   | 599   | 601   | 629   | 639   |

| | 1869  | 1880  | 1890  | 1900  | 1910  | 1921  | 1930  | 1950  | 1961  | 1970  | 1980  | 1991  | 2001  | 2011  | 2021  |
| --- | ----- | ----- | ----- | ----- | ----- | ----- | ----- | ----- | ----- | ----- | ----- | ----- | ----- | ----- | ----- |
| Obyvatelé | 1 952 | 2 159 | 3 080 | 3 567 | 3 797 | 3 507 | 4 150 | 3 125 | 3 471 | 3 554 | 4 684 | 4 196 | 3 991 | 3 705 | 3 484 |
| Domy | 304   | 290   | 341   | 389   | 414   | 424   | 520   | 582   | 549   | 532   | 574   | 590   | 588   | 611   | 620   |
| Tabulka zahrnuje údaje osad Novina, Reifen, v letech 1991–2001 také Theresienthal v roce 1961 domy místní část Ovesná. |       |       |       |       |       |       |       |       |       |       |       |       |       |       |       |

## Městská správa

### Administrativní členění
Město Benešov nad Ploučnicí tvoří místní části Benešov nad Ploučnicí a Ovesná, které zároveň tvoří katastrální území. Základní sídelní jednotky jsou Benešov nad Ploučnicí-střed, Českolipská, Ovesná, Pod Ovesnou, Sad Míru, Sídliště, Táborský vrch, Terezínské údolí, U hřbitova, U koupaliště, U nádraží, U nové školy, U parku a U rozhledny.

### Městské symboly
Znak města je historický, vlajka byla městu udělena rozhodnutím předsedy Poslanecké sněmovny Parlamentu České republiky dne 14. března 2002.

## Doprava

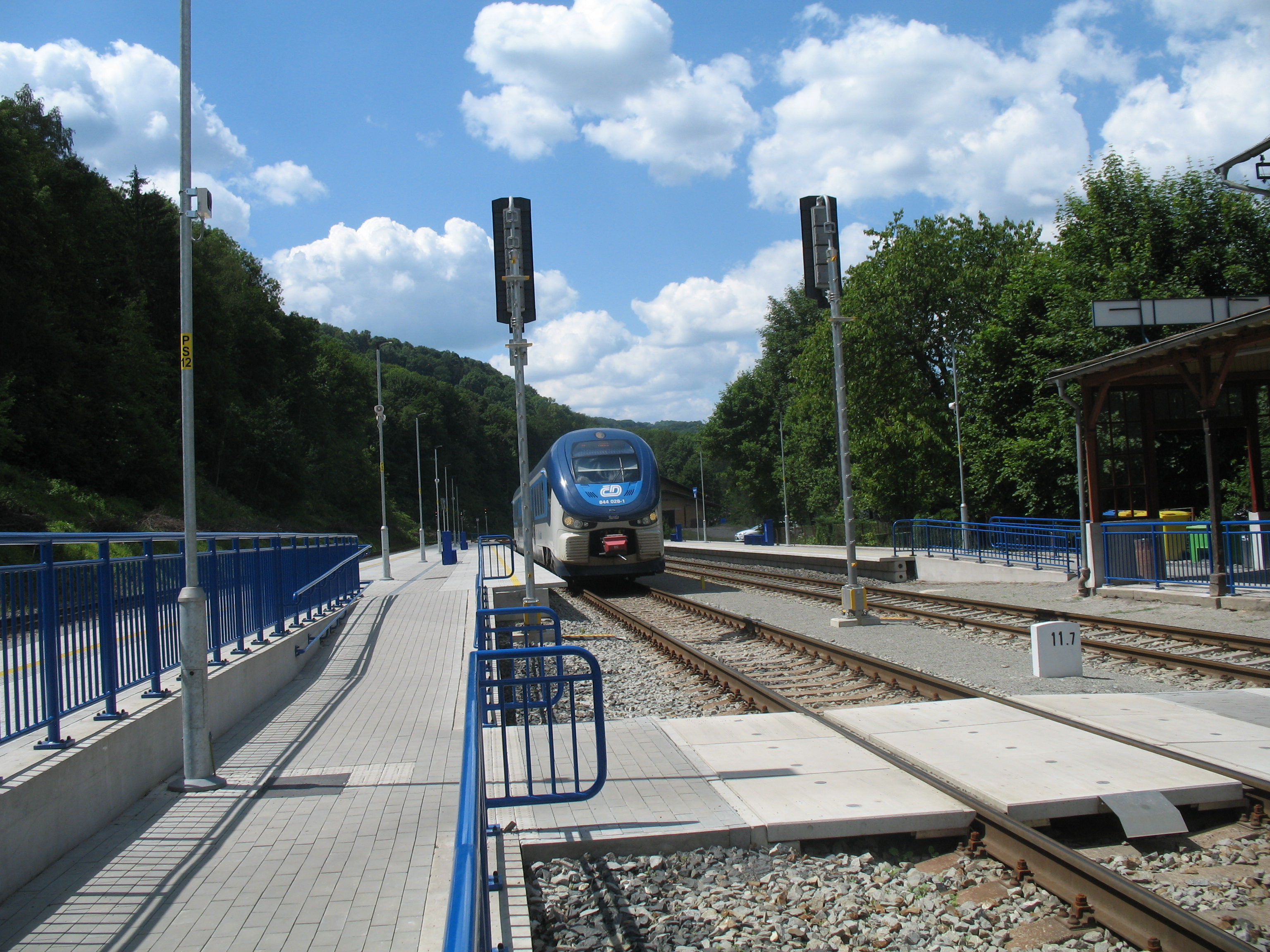
Železniční stanice v Benešově nad Ploučnicí po rekonstrukci

Benešovské nádraží bylo otevřeno roku 1869 na železniční trati 081 z Děčína směrem do České Kamenice a na Jedlovou. O tři roky později byl zprovozněn úsek  Benešov nad Ploučnicí – Česká Lípa. Souběžně s tratí a tokem Ploučnice je vedena silnice II/262.

## Muzea a galerie
- Muzeum a galerie U svatého Huberta, Kostelní 270

## Pamětihodnosti

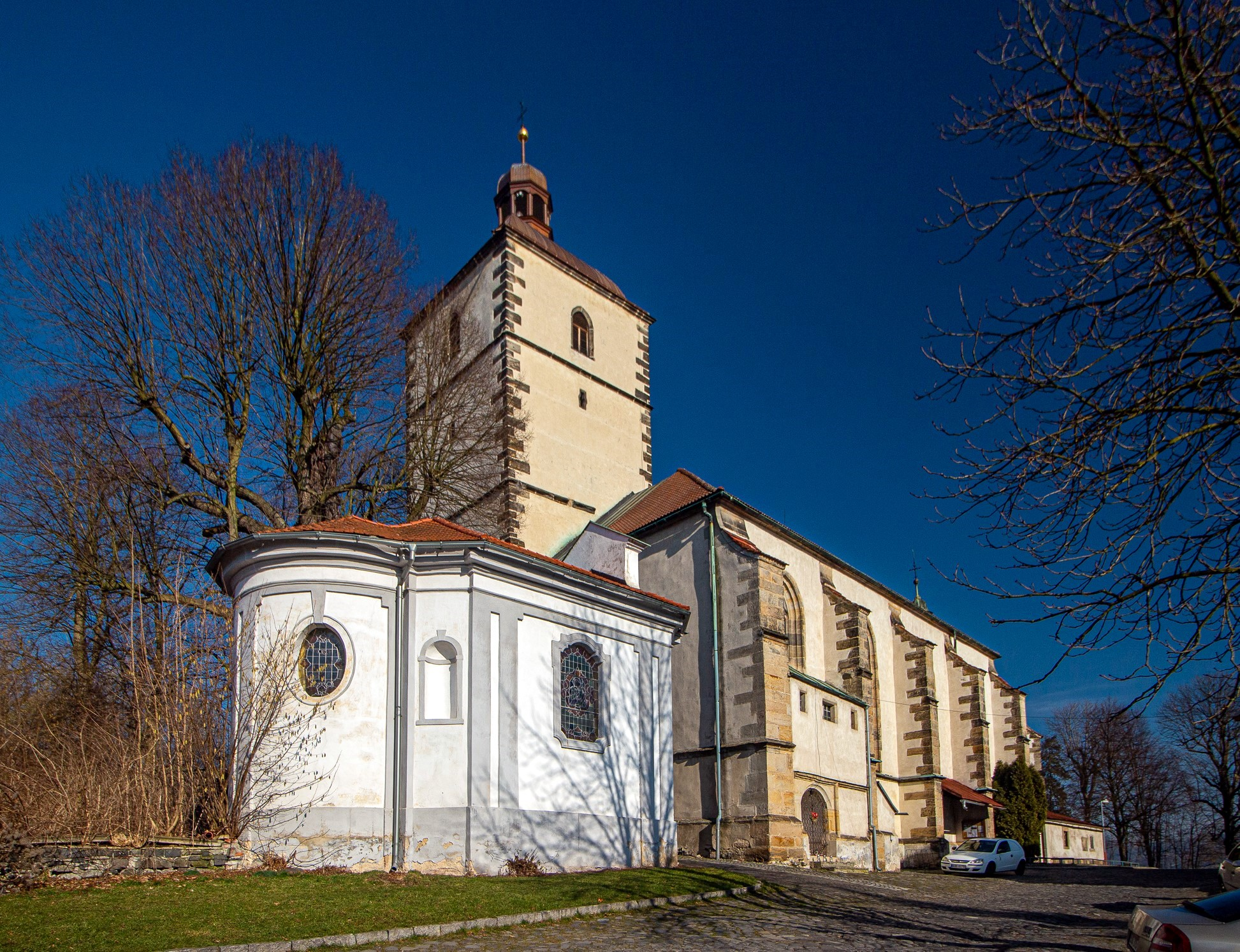
Kostel Narození Panny Marie

- Zámecký komplex Benešov nad Ploučnicí, tvořený pěti zámky ve stylu saské renesance, národní kulturní památka. 
  - Horní zámek, dle některých badatelů původně vartenberská tvrz
  - Dolní zámek
- Kostel Narození Panny Marie
- Kaple Nejsvětější Trojice
- Socha svatého Jana Nepomuckého
- Socha svatého Vojtěcha
- Sousoší Kalvárie s dřevěným křížem, plošinou a opěrnými zídkami – stojí při cestě na Českou Lípu
- Mariánský sloup se sochou Panny Marie z roku 1745 na nárožích se sochami svatého Josefa, Floriána, Jana Nepomuckého a Františka Xaverského, autory sloupu jsou František Thune z Verneřic a Wenzel z Markvartic, materiálem je křídový pískovec, výška sloupu je 14,5 m[17]
- Pomník Jana Švermy[18]
- Fara čp. 70
- Hrobka Mattauschů[19]
- Měšťanský dům čp. 17
- Měšťanský dům čp. 71
- Venkovská usedlost čp. 129, ul. Husova
- Venkovská usedlost čp. 381, ulice Husova
- Venkovská usedlost čp. 398, ulice Palackého
- Lípa v Benešově nad Ploučnicí – památný strom, roste u kostela nad silnicí do Ovesné; dvojkmen; obvod kmenů 315 cm, 345 cm[20]
- Modřín u zámku – památný strom, stojí v zámeckém areálu tzv. Horního zámku[21]
- Tis v Benešově nad Ploučnicí – památný strom, roste v chodníku městské komunikace poblíž parku[22]
- Přádelna bavlny a barevna bratří Grohmannů

## Osobnosti
- Franz Xaver Huber (1755–1814), rakouský novinář, satirik a libretista
- Theodor Grohmann (1844–1919), rakouský průmyslník, statkář a mecenáš
- Joseph Willomitzer (1849–1900), v Praze působící německý novinář
- Richard Friedrich Fuchs (1870–po roce 1933), německý fyziolog, vysokoškolský pedagog a politik, člen pruské státní rady
- Karl Hossinger (1904–1985), německý politik (KPD, SED)
- Kurt Pscherer (1915–2000), rakouský intendant a režisér
- Fritz Möser (1932–2013), německý umělec
- Roland Ducke (1934–2005), německý fotbalista
- Peter Ducke (* 1941), německý fotbalista
- Frieder Wagner (* 1942), německý filmař

## Partnerská města
- Heidenau, Německo

## Galerie

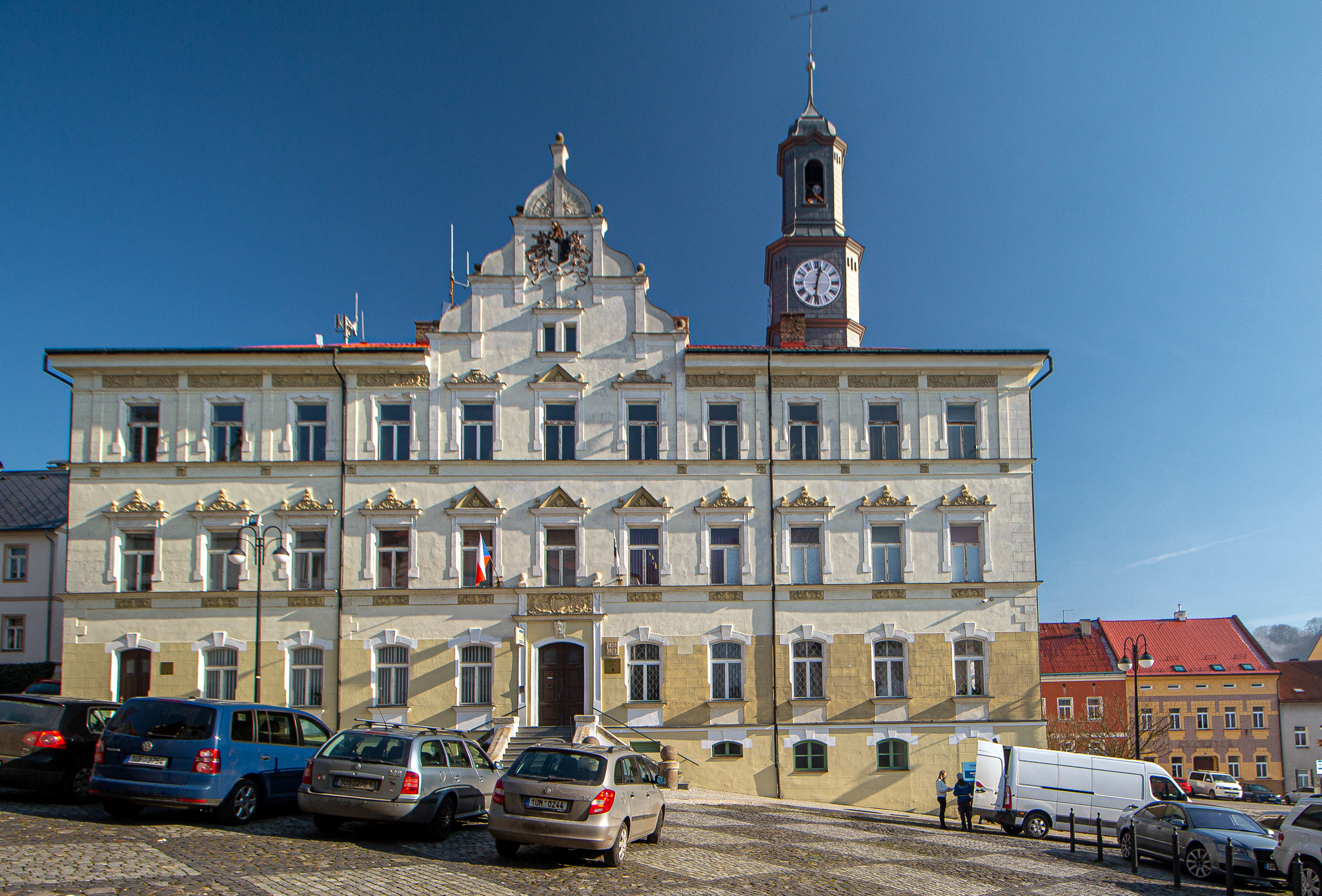
Radnice z roku 1904 na náměstí Míru
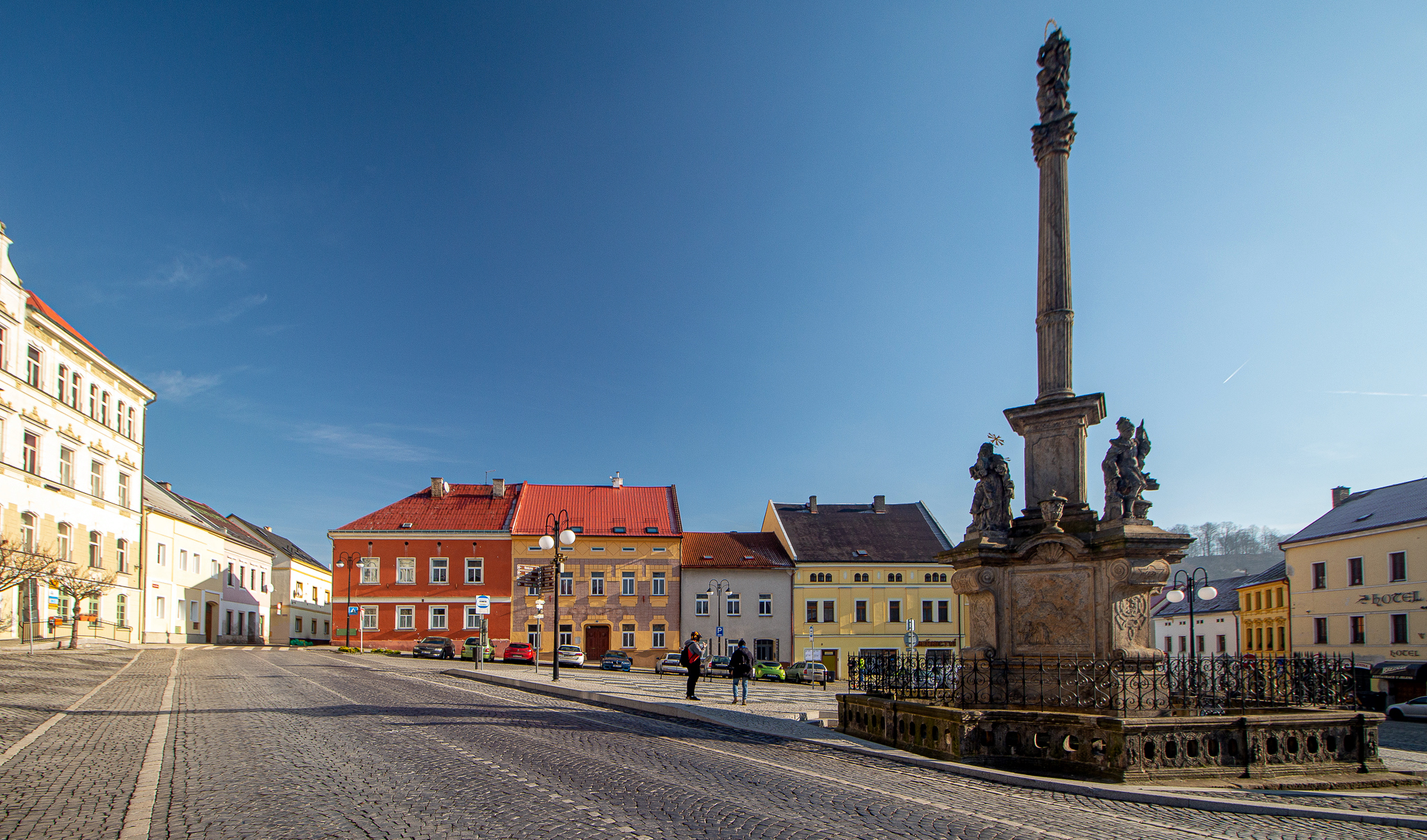
Městská památková zóna Benešov nad Ploučnicí, východní část Náměstí Míru
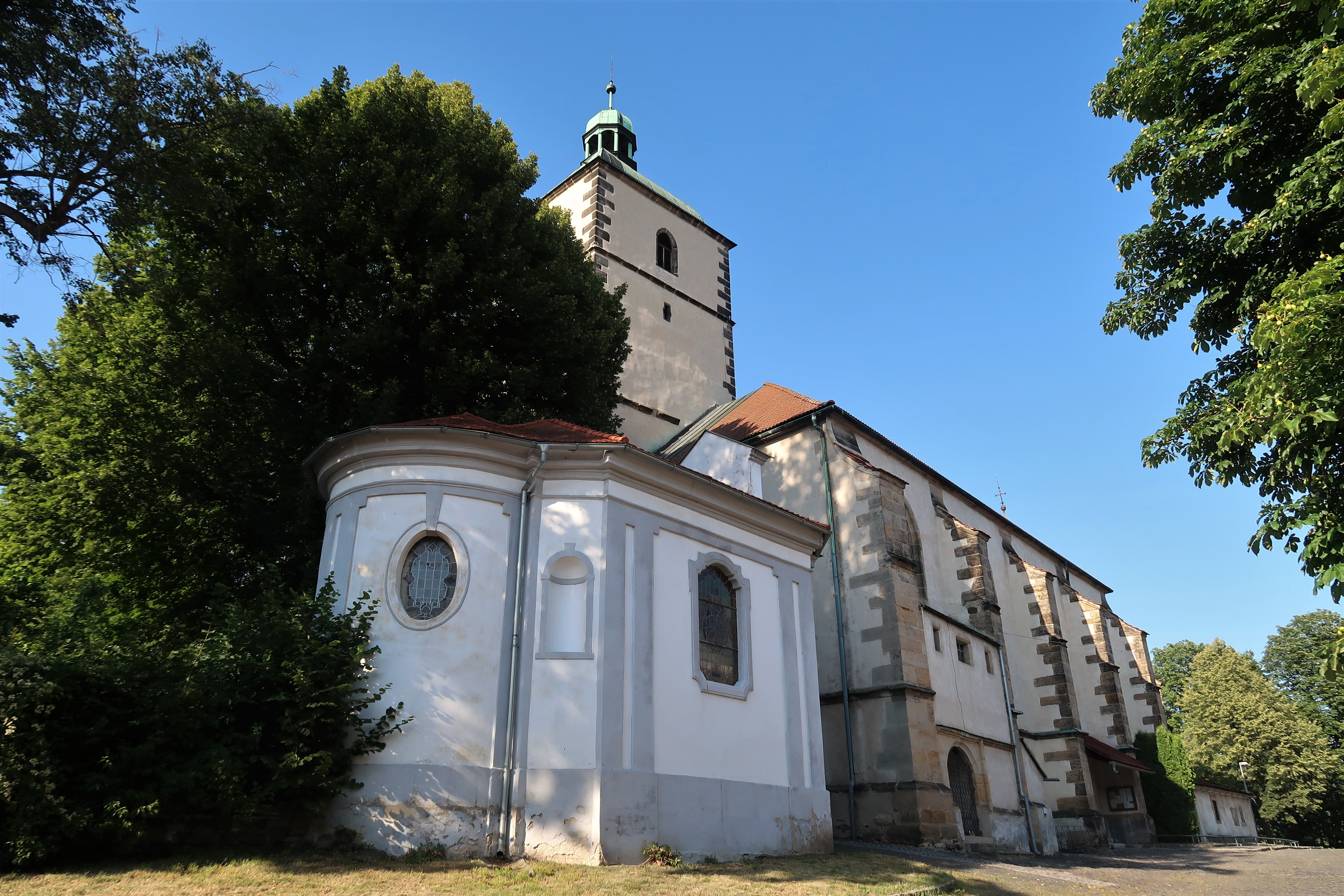
Kostel Narození Panny Marie a kaple Panny Marie Bolestné
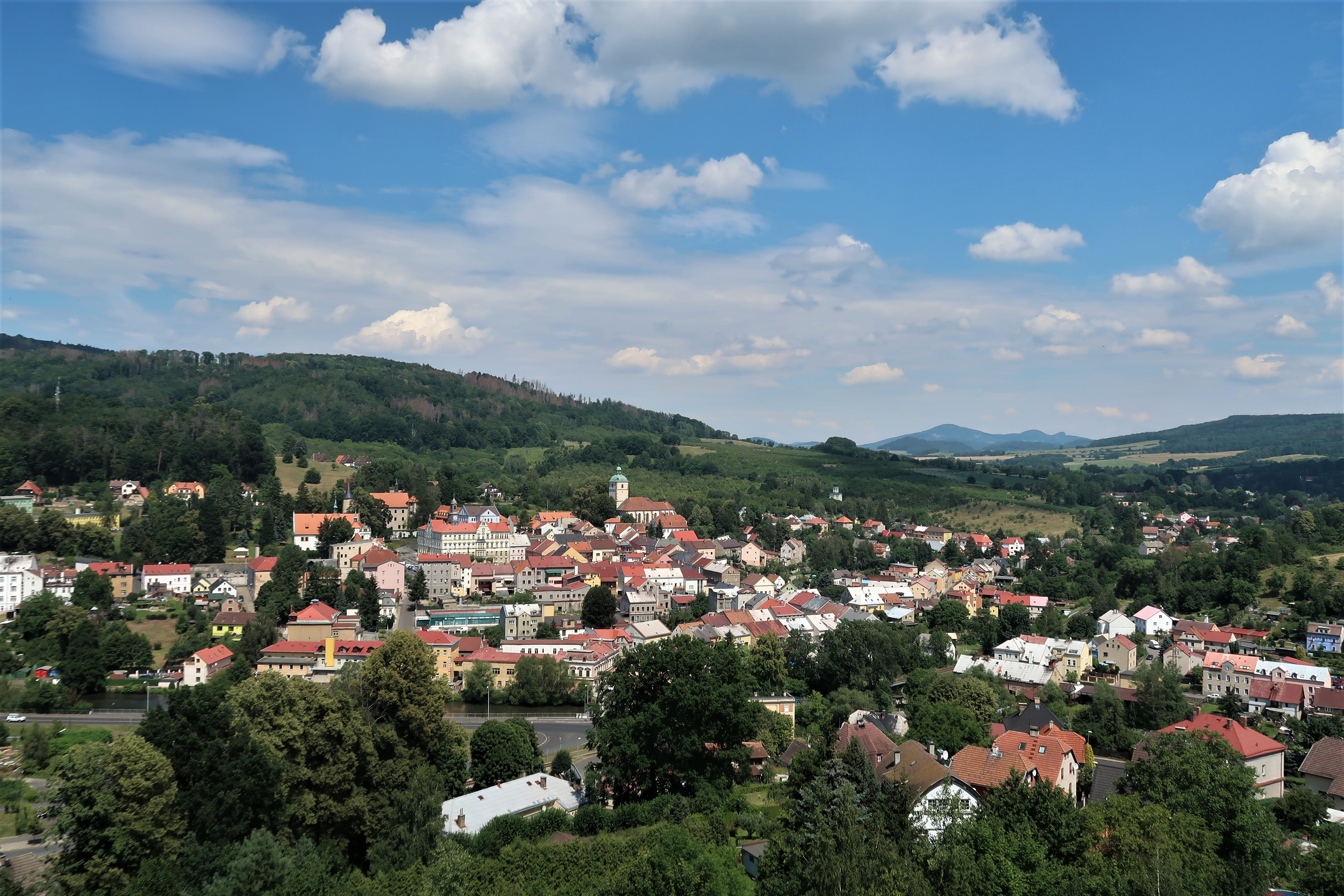
Panorama města z Ploučnické vyhlídky
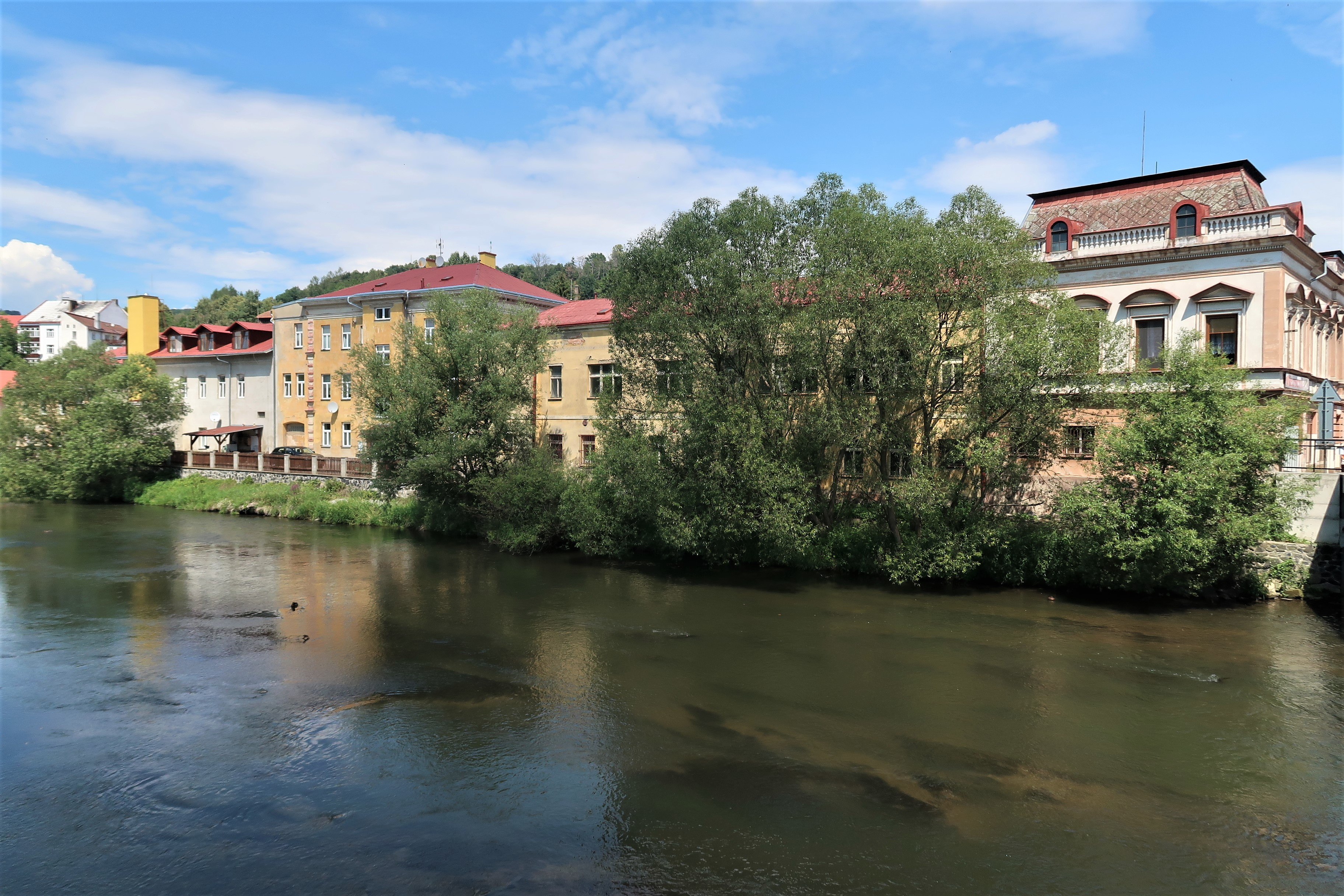
Řeka Ploučnice
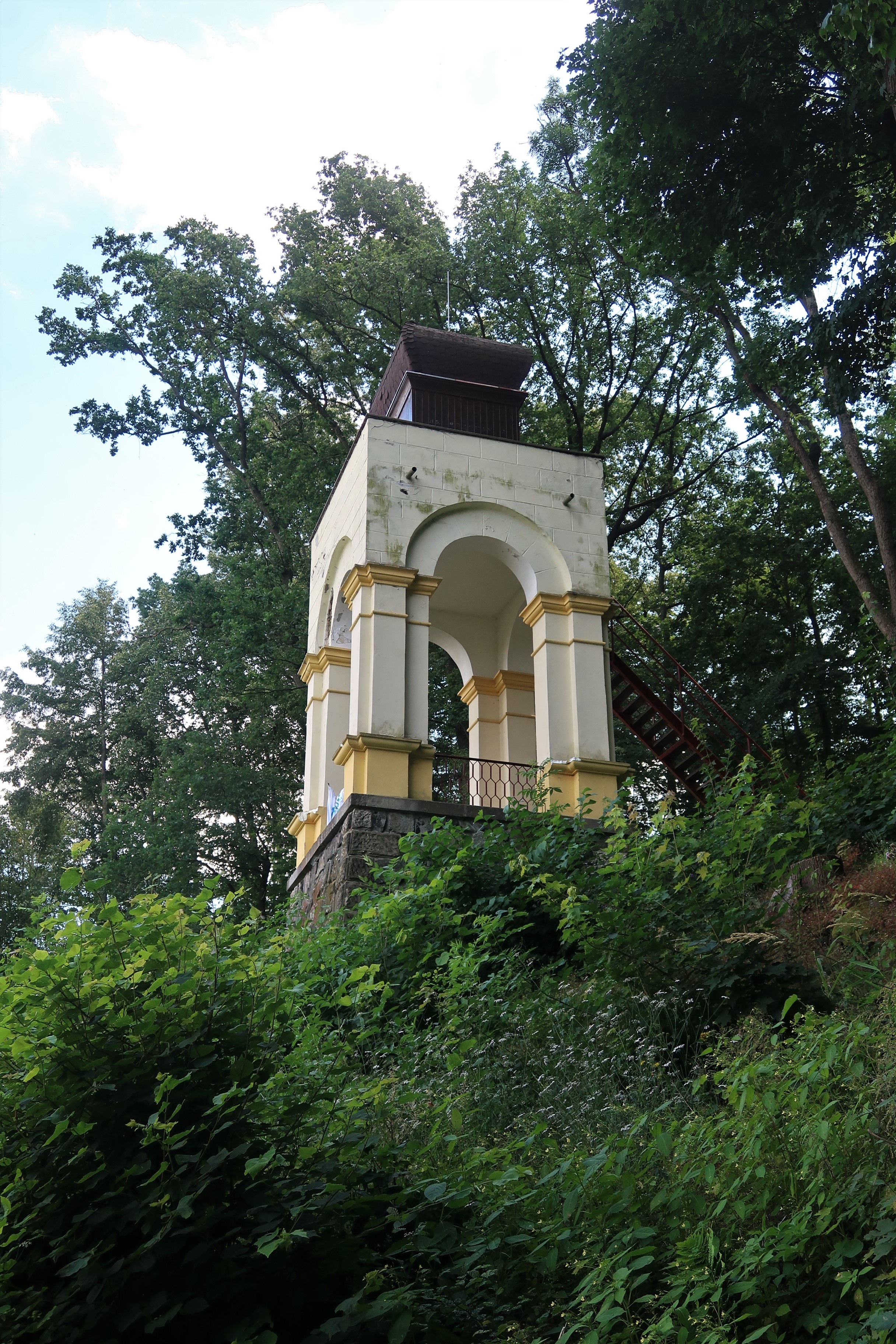
Ploučnická vyhlídka z roku 1902, jižně od centra města
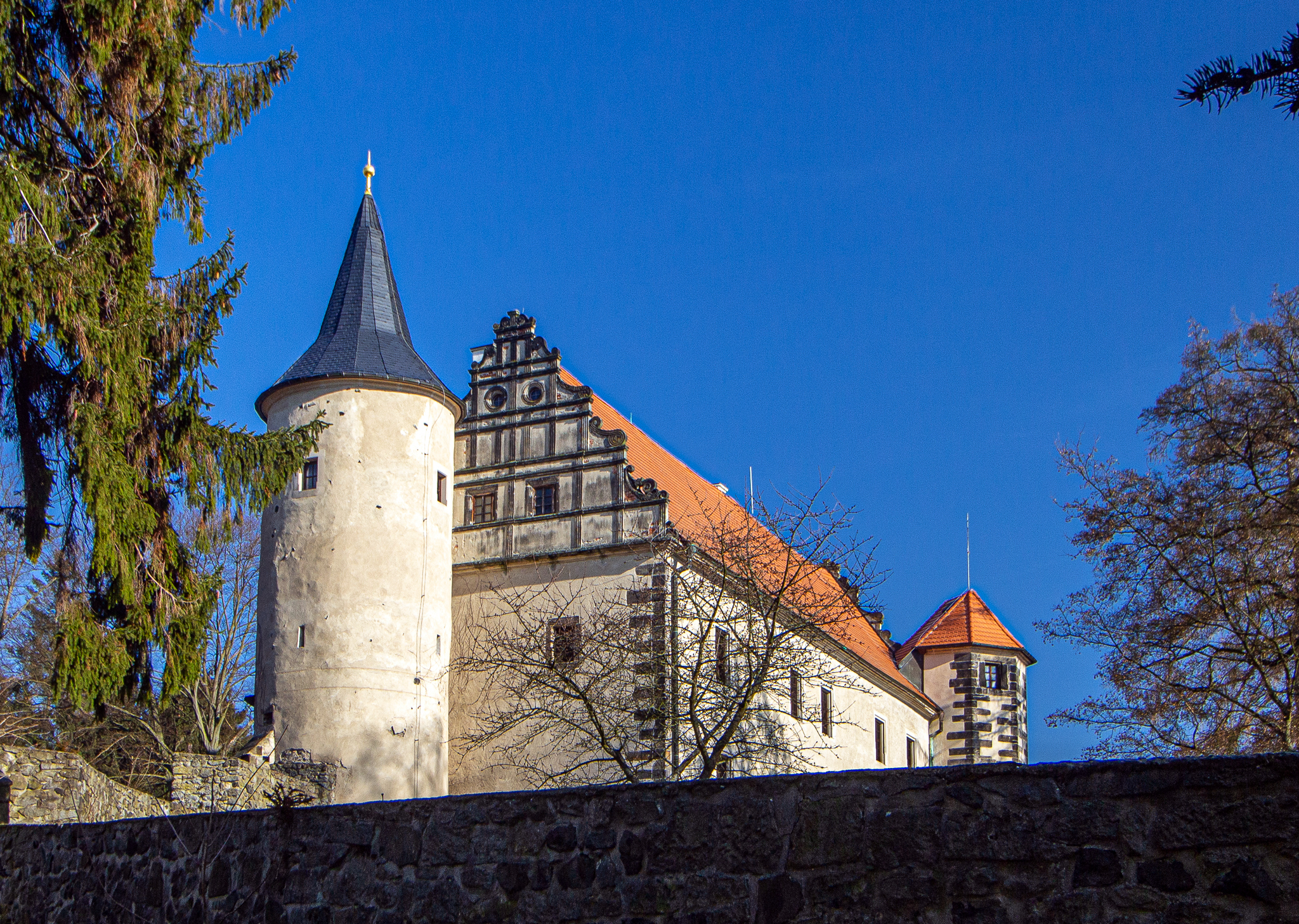
Horní zámek
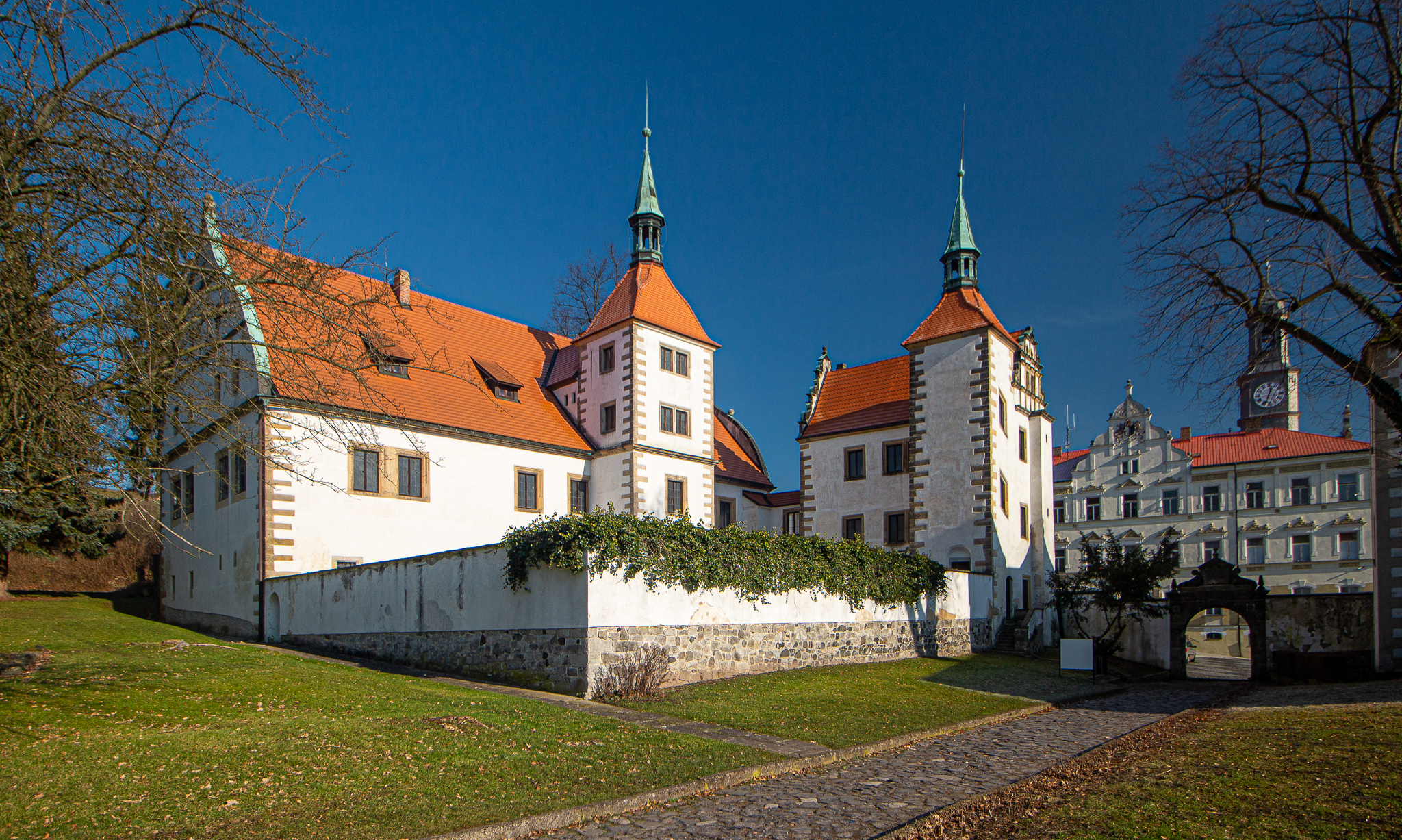
Dolní zámek
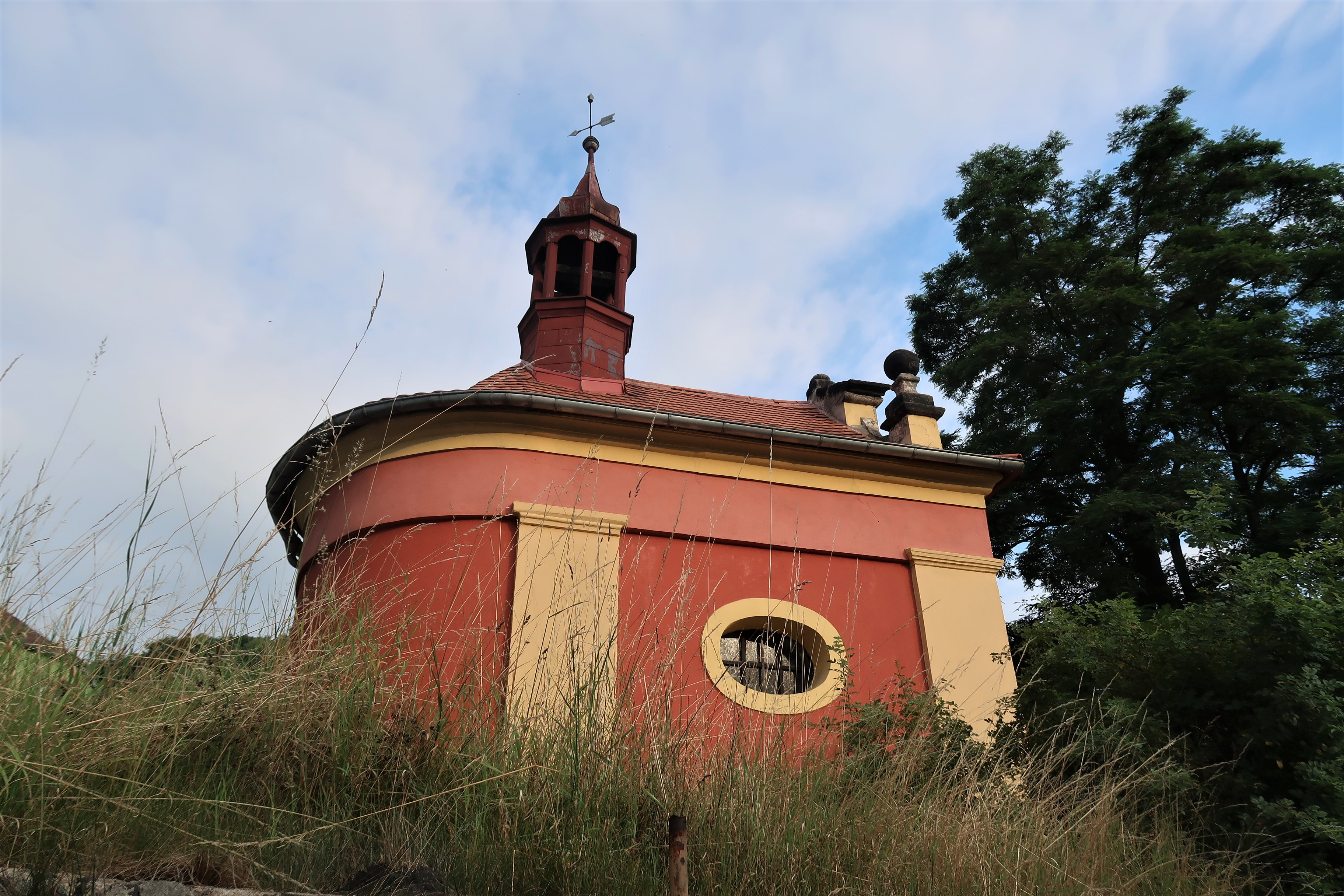
Kaple Nejsvětější Trojice (1710) v Českolipské ulici
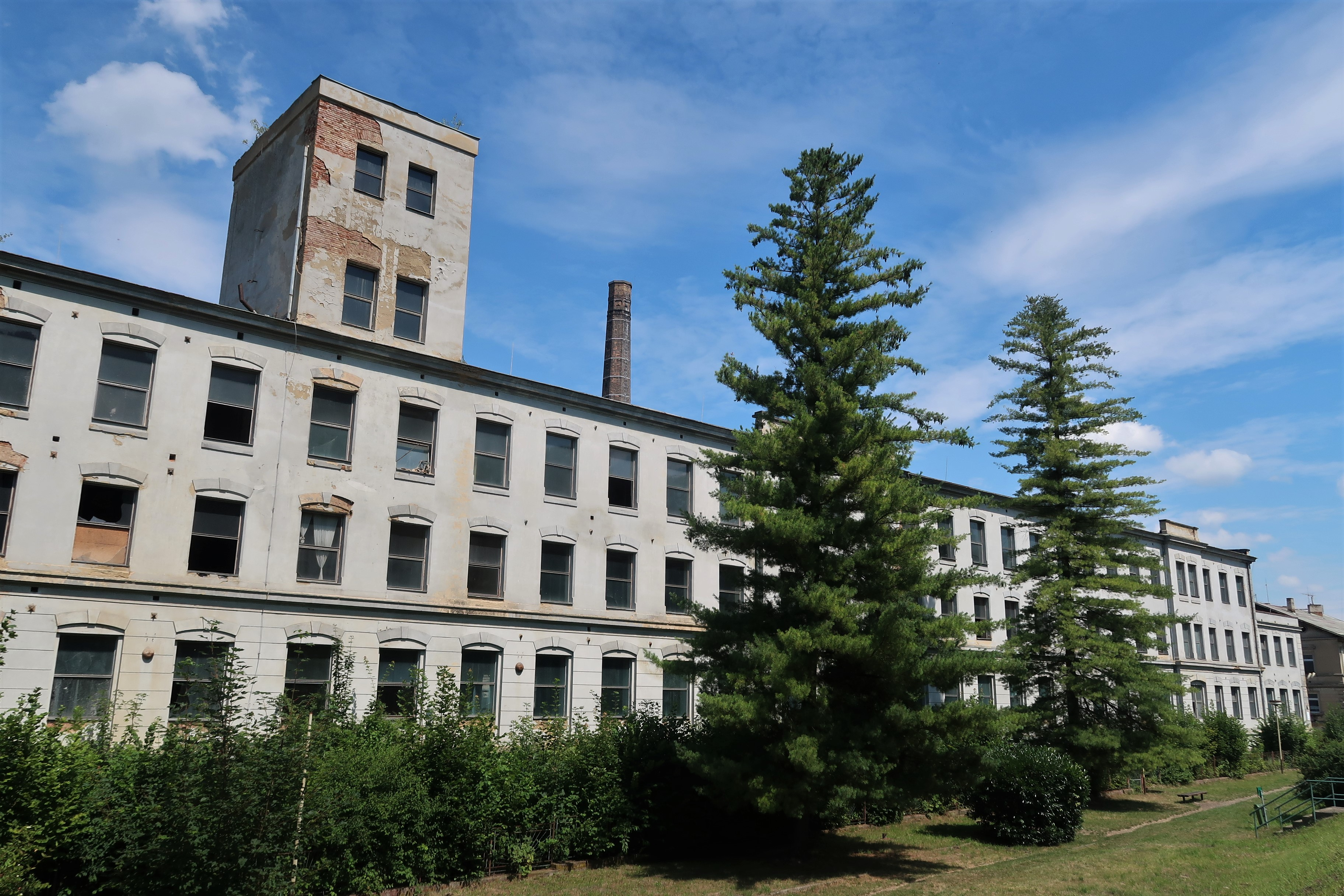
Areál zaniklého podniku Benar (bývalá přádelna rodiny Grohmannů, později Mattauschů) v Nádražní ulici
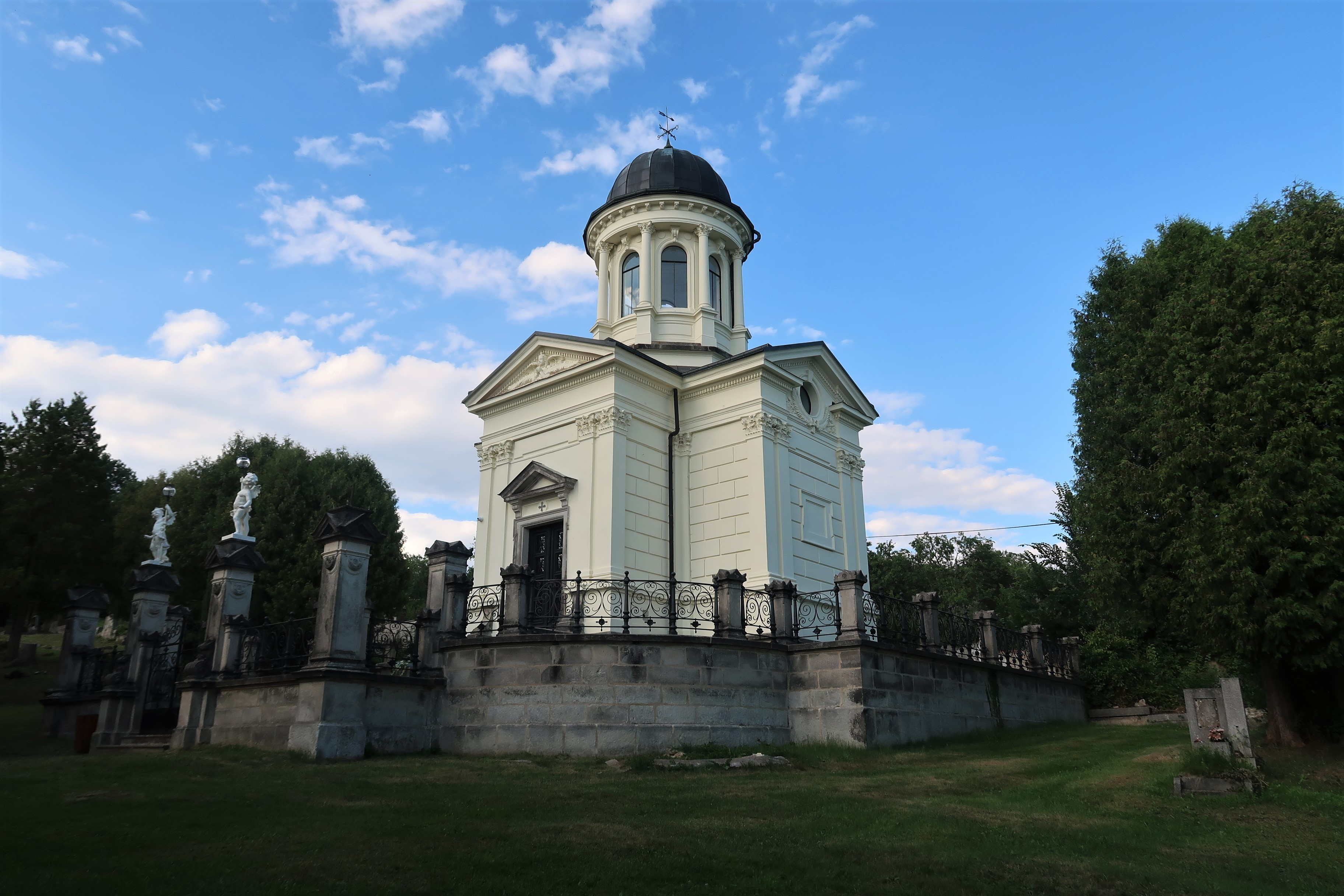
Hrobka továrnické rodiny Mattauschů (1890) na hřbitově
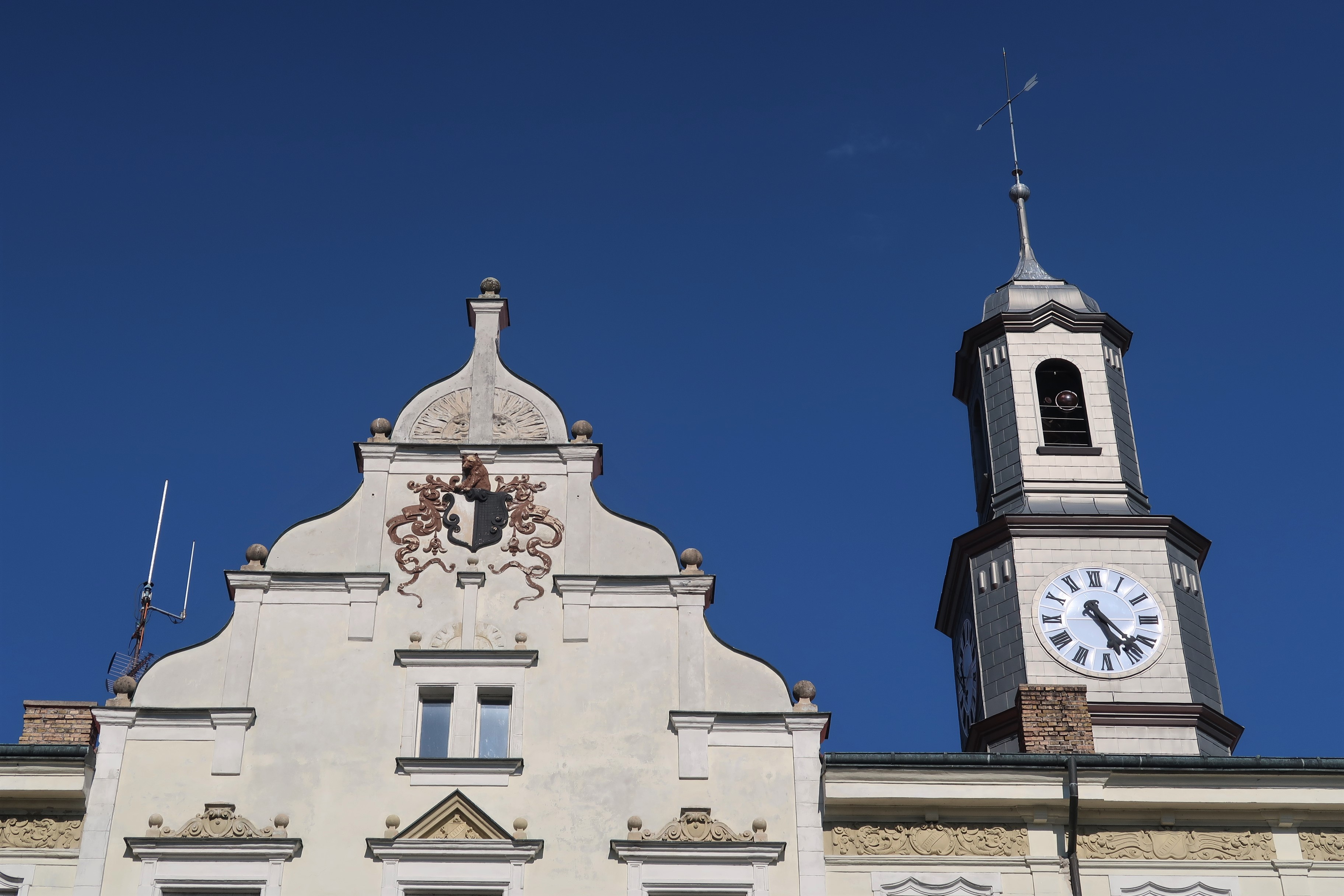
Městský znak na východním průčelí radnice